# لوئیس روبرتو آلوس
لوئیس روبرتو آلوس (اسپانیایی: Luís Roberto Alves‎؛ زادهٔ ۲۳ مهٔ ۱۹۶۷) بازیکن فوتبال اهل مکزیک بود.
از باشگاه‌هایی که در آن بازی کرده‌است می‌توان به باشگاه فوتبال آمریکا اشاره کرد.
وی همچنین در تیم ملی فوتبال مکزیک بازی کرده‌است.